# M06-401
Az M06 401 a Királyréti Erdei Vasút  számára a Börzsöny2020 Kft. által 2010-ben épített dízel motorkocsi. Beceneve: Tobi

## Jellege
2010-ben építették egy Jah teherkocsi alvázára. Kétvezetőállasos, Iveco motorral hajtott és hidrosztatikus erőátvitellel szerelt motorkocsi. Utastere fapados, 38 ülő- és 21 állóhely van benne. A Királyréti Erdei Vasút alacsonyabb forgalmú személyvonatok továbbítására használja.